# Сборная Беларуси по футболу (до 21 года)
Молодёжная сборная Беларуси по футболу состоит из белорусских футболистов, возраст которых на момент начала двухлетнего отборочного цикла к молодёжному чемпионату Европы не превышает 21 года. Сборная представляет Беларусь на международных молодёжных турнирах. Контролируется команда Белорусской федерацией футбола.

## История
Несмотря на то, что старшая сборная Беларуси ни разу не играла в финальных турнирах чемпионатов Европы и мира, молодёжная сборная трижды (в 2004, 2009 и 2011 годах) попадала в финалы молодёжных чемпионатов Европы. На турнирах 2004 и 2009 годов она не смогла выйти из группы.
В 2011 году в Дании сборная Беларуси смогла выйти из группы. В полуфинале белорусы уступили в дополнительное время будущим победителям испанцам и впервые в истории завоевали бронзовые медали. Победив в дополнительном матче сборную Чехии олимпийская сборная под руководством Георгия Кондратьева прошла на Олимпиаду-2012 в Лондоне.

## Результаты выступлений

### Чемпионат Европы
- 1996 — Отборочный раунд (4-е место в группе)
- 1998 — Отборочный раунд (3-е место в группе)
- 2000 — Отборочный раунд (4-е место в группе)
- 2002 — Отборочный раунд (4-е место в группе)
- 2004 — Групповой этап (3-е место в группе)
- 2006 — Отборочный раунд (4-е место в группе)
- 2007 — Отборочный раунд (2-е место в группе)
- 2009 — Групповой этап (4-е место в группе)
- 2011 —  Бронзовый призёр
- 2013 — Отборочный раунд (4-е место в группе)
- 2015 — Отборочный раунд (5-е место в группе)
- 2017 — Отборочный раунд (4-е место в группе)
- 2019 — Отборочный раунд (4-е место в группе)
- 2021 — Отборочный раунд (4-е место в группе)

## Текущий состав сборной
По состоянию на 7 марта 2024 года. Источник: abff.by
| №             | Игрок              | Дата рождения (возраст)   | Клуб                | Игр (голов) |
| Вратари       | Вратари            | Вратари                   | Вратари             | Вратари     |
| ------------- | ------------------ | ------------------------- | ------------------- | ----------- |
|               | Артём Каратай      | 24 марта 2004 (21 год)    | Динамо (Минск)      | 1 (−1)      |
|               | Иван Шимакович     | 12 февраля 2005 (20 лет)  | Динамо (Минск)      | 0 (0)       |
|               | Арсений Скопец     | 10 июня 2005 (20 лет)     | БАТЭ                | 0 (0)       |
| Защитники     |                    |                           |                     |             |
|               | Арсений Агеев      | 19 июля 2004 (20 лет)     | Арсенал (Дзержинск) | 2 (0)       |
|               | Никита Баранок     | 31 марта 2004 (21 год)    | Шахтёр (Солигорск)  | 7 (1)       |
|               | Вадим Мартинкевич  | 10 апреля 2004 (21 год)   | Шахтёр (Солигорск)  | 0 (0)       |
|               | Кирилл Гоманов     | 17 февраля 2005 (20 лет)  | Ислочь              | 0 (0)       |
|               | Владислав Журавлёв | 2 июля 2004 (21 год)      | Ислочь              | 0 (0)       |
|               | Алексей Дунаев     | 11 сентября 2004 (20 лет) | Днепр-Могилёв       | 1 (0)       |
|               | Максим Касараб     | 10 июня 2003 (22 года)    | Динамо-Брест        | 10 (2)      |
|               | Егор Храленков     | 11 ноября 2005 (19 лет)   | Динамо-Брест        | 0 (0)       |
|               | Матвей Свидинский  | 12 мая 2004 (21 год)      | БАТЭ                | 0 (0)       |
|               | Владислав Грекович | 1 июня 2005 (20 лет)      | Минск               | 0 (0)       |
| Полузащитники |                    |                           |                     |             |
|               | Никита Бурак       | 13 мая 2004 (21 год)      | Динамо-Брест        | 1 (0)       |
|               | Захар Гицелев      | 21 февраля 2004 (21 год)  | БАТЭ                | 0 (0)       |
|               | Александр Гуз      | 22 мая 2004 (21 год)      | Торпедо (Москва)    | 2 (0)       |
|               | Даниил Душевский   | 1 марта 2004 (21 год)     | Минск               | 9 (0)       |
|               | Артур Назаренко    | 10 февраля 2004 (21 год)  | Минск               | 0 (0)       |
|               | Родион Печура      | 24 марта 2004 (21 год)    | Минск               | 5 (0)       |
|               | Павел Котляров     | 31 октября 2004 (20 лет)  | Славия-Мозырь       | 0 (0)       |
|               | Никита Краснов     | 9 июля 2004 (21 год)      | Днепр-Могилёв       | 0 (0)       |
|               | Тимофей Шарковский | 4 февраля 2004 (21 год)   | Торпедо-БелАЗ       | 0 (0)       |
|               | Андрей Денисюк     | 26 марта 2005 (20 лет)    | Шахтёр (Солигорск)  | 0 (0)       |
|               | Евгений Пархоренко | 10 декабря 2004           | Фк Минск            | 0 (0)       |
| Нападающие    |                    |                           |                     |             |
|               | Тимофей Мартынов   | 6 мая 2005 (20 лет)       | Оренбург            | 1 (0)       |
|               | Трофим Мельниченко | 18 сентября 2006 (18 лет) | Динамо (Минск)      | 0 (0)       |
|               | Максим Будько      | 30 января 2004 (21 год)   | Динамо (Минск)      | 0 (0)       |

### Тренерский штаб
- Главный тренер — Сергей Яромко

## Тренеры сборной
| 1992—1999 | Иван Савостиков    |
| 1999—2005 | Юрий Пунтус        |
| 2006—2009 | Юрий Курненин      |
| 2008—2011 | Георгий Кондратьев |
| 2011—2012 | Юрий Шуканов       |
| 2012—2013 | Алексей Вергеенко  |
| 2013—2016 | Игорь Ковалевич    |
| 2017—2018 | Людас Румбутис     |
| 2018—2019 | Михаил Мархель     |
| 2019—2024 | Сергей Яромко      |

Тренеры сборной до 20 лет:
| 2010—2011 | Юрий Шуканов      |
| 2012      | Алексей Вергеенко |
| 2013      | Валентин Михеев   |